# Alain Marion
Alain Marion (25. december 1938 – 16. august 1998) var en fransk fløjtenist og betragtes som en af verdens bedste tværfløjtespillere i slutningen af det 20. århundrede.

## Biografi
Marion blev født i Marseille første juledag 1938. Han studerede ved Marseille Conservatoire hos den anerkendte fløjtenist Joseph Rampal og fik førsteprisen, da han var blot 14 år. Senere studerede han hos Rampal ved Conservatoire de Paris (hvor han med tiden blev professor), og han blev berømt, da han vandt en pris ved Concours de Genève.
I 1964 blev Maion førstefløjtenist ved Radiodiffusion-Télévision Française og senere ved Orchestre de Paris. I 1972 blev han solist for Orchestre National de France. Han blev en del af kammerorkestret Ensemble InterContemporain i 1977, hvor han arbejde med Pierre Boulez.
Hver sommer underviste han ved Académie internationale d'été i Nice og blev leder i 1986. Hans renommé var i stand til at tiltrække nogle af verdens bedste musikere til organisationen som lærere, heriblandt Jean-Pierre Rampal, Jessye Norman og Henryk Szeryng.
Marion spillede på en guldfløjte lavet af Sankyo Flute Company fra Japan, og han havde et bredt repertoire af forskellige musikalske stilarter. Dog udtrykte han en særlig forkærlighed for de store barokfløjtenistkomponister, så vel som for den tjekkiske komponist Bohuslav Martinů.
Marion døde af et hjertetilfælde, mens han var på turne i Seoul, Sydkorea i en alder af 59 år.